# Lycklig måne
Lycklig måne är ett musikalbum med Dan Hylander, utgivet 1990.

## Låtlista
1. (Jag vill vara) din man - (Dan Hylander)
2. Viskningar blev rop - (Dan Hylander & Henrik Janson)
3. Skräp och souvenirer - (Dan Hylander)
4. Höst i paradis - (Dan Hylander)
5. Victoria - (Dan Hylander & Henrik Janson)
6. Mitt i livet - (Dan Hylander)
7. Varje gång hon går förbi - (Dan Hylander & Henrik Janson)
8. Det hade nog Hank Williams också sagt - (Dan Hylander)
9. Du ville bara dansa - (Dan Hylander)
10. Evigt ung (månen, skuggan och jag) - (Dan Hylander)

## Dan Hylander & Dansband
- Dan Hylander -Sång
- Henrik Janson - Gitarr, klaviatur, bas & cello
- Åke Sundqvist - Trummor & slagverk
- Billy Cross - Gitarr
- Lars Danielsson - Bas

## Övriga medverkande musiker
- Søs Fenger - Sång
- Maria Bramsen - Sång
- Caroline Henderson - Sång
- Lars Andersson - Klaviatur
- Hasse Olsson - Orgel
- Jacob Andersen - Slagverk
- Nils Landgren - Trombon
- David Wilczewski - Saxofon
- Leif Lindvall - Trumpet
- Öivind Ougaard - Dragspel
- Christian Bergqvist - Violin
- Patrik Swedrup - Violin
- Susanne Gutestam - Viola
- Leo Winland - Cello

## Listplaceringar
| Lista (1990) | Topplacering |
| ------------ | ------------ |
| Sverige      | 29           |